# Quinto Cecilio Baso
Quinto Cecilio Baso  fue un militar romano del siglo I a. C., miembro de la gens Cecilia y partidario de Pompeyo.

## Carrera pública
Huyó de Egipto a Tiro tras el asesinato de Pompeyo. En el año 46 a. C. sublevó al ejército que Julio César había dejado en Siria a las órdenes de Sexto Julio César, quien fue asesinado en el motín, y se hizo fuerte en Apamea. Allí fue sitiado por Cayo Antistio Veto y recibió ayuda de los partos. Dos años después, todavía seguía resistiendo el asedio de Lucio Estayo Murco y Quinto Marcio Crispo, partidarios cesarianos, con apenas una o dos legiones, pero tanto sus tropas como los dos cesarianos unieron sus fuerzas a Casio que había tomado posesión de la provincia tras los idus de marzo.